# Lilaskinn
Lilaskinn (Hypochnella violacea) är en svampart som beskrevs av Auersw. ex J. Schröt. 1888. Lilaskinn ingår i släktet Hypochnella och familjen Atheliaceae.  Arten är reproducerande i Sverige. Inga underarter finns listade i Catalogue of Life.